# 과학자의 길
《과학자의 길》(The Story of Louis Pasteur)은 미국에서 제작된 윌리엄 디터리 감독의 1936년 드라마 영화이다. 폴 무니 등이 주연으로 출연하였고 헨리 블렁크 등이 제작에 참여하였다.

## 출연

### 주연
- 폴 무니
- 조세핀 허친슨
- 아니타 루이즈

### 조연
- 도널드 우즈
- 프리츠 레이버
- 헨리 오닐
- 포터 홀
- 레이몬드 브라운
- 허버트 헤이우드
- 아킴 타미로프
- 할리웰 홉스
- 프랭크 레이처
- 디키 무어
- 루스 로빈슨
- 이피게니 캐스티글리오니
- 월터 킹스포드
- 로버트 스트레인지

## 기타
- 의상: 밀로 앤더슨